# Pallasiet

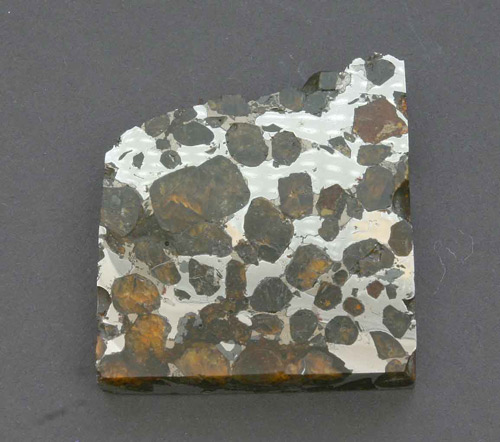
Een stuk van een pallasiet gevonden bij Brahin (oblast Gomel, Wit-Rusland) waarin grote olivijnkristallen zichtbaar zijn in een grondmassa van metaal.

Een pallasiet is een zeldzaam type meteoriet dat zowel "stenige" componenten (silicaten) als metalen bevat. Pallasieten bestaan uit centimeters grote olivijn-kristallen in een nikkelijzer-grondmassa. Andere mineralen die in pallasieten voorkomen zijn schreibersiet, troiliet en fosfaten. Net als bij ijzermeteorieten zijn in grofkorrelige delen metallische delen van pallasieten vaak Widmanstättenstructuren te zien.

## Herkomst
Traditioneel wordt van pallasieten gedacht dat ze in de eerste periode van het bestaan van het zonnestelsel zijn van de kern-mantelgrens van planetoïden die groot genoeg waren om door hun zwaartekracht interne differentiatie te hebben ondergaan (zogenaamde planetesimalen). Door inslagen en botsingen in de beginperiode van het zonnestelsel werden deze planetesimalen uit elkaar geslagen waarbij pallasieten de brokstukken waren uit de kern-mantelgebieden van de planetesimalen.
Een alternatieve theorie is dat pallasieten door inslagen ontstane mengsels van kern- en mantelmateriaal zijn.
Pallasieten zijn genoemd naar de Duitse natuuronderzoeker Peter Pallas (1741-1811), die in 1772 een pallasiet met een massa van 680 kg vond in de bergen bij Krasnojarsk (Siberië). De Duitse natuurkundige Ernst Chladni gebruikte rond 1790 een aantal meteorieten, waaronder de steen van Pallas, om aan te tonen dat meteorieten door meteorietregens op Aarde terechtgekomen buitenaardse objecten zijn (in die tijd werden meldingen van meteorietregens algemeen afgedaan als verzinsels). Chladni beredeneerde dat de steen vanwege zijn enorme massa niet ver getransporteerd kon zijn en toonde daarna aan dat soortgelijk gesteente niet in de verre omgeving van de vindplaats voorkomt.

## Voorbeelden van pallasiet
Tot nu toe zijn er nog maar 61 pallasieten gevonden, waaronder 10 in Antarctica. De bekendste vondsten zijn:
- Brenham, Kansas, Verenigde Staten van Amerika. In 1890 werd een vondst gedaan van ongeveer 20 "massa's" met een totaal gewicht van 1000 kg in de buurt van "Haviland Crater". Meerdere massa's werden later nog gevonden waaronder een van 454 kg.
- Huckitta, Noordelijk Territorium, Australië. Een massa van 1400 kg werd gevonden in 1937, en een ander getransporteerd stuk was al eerder gevonden in 1924 in Alice Springs.
- Fukang, Sinkiang (autonome regio), China. Een massa van meer dan 1000 kg werd gevonden in 2000. Deze massa werd in april 2008 door Bonhams ter veiling aangeboden. In de meteoriet was een venster gepolijst van 45 x 100 cm om de daarbinnen gelegen kristalstructuur van olivijn (ook wel bekend als peridot) kristallen beter te kunnen zien. De meteoriet werd niet verkocht.[4]
- Imilac, Atacama woestijn, Chile; bekend sinds 1822. Meerdere massa's tot 200 kg werden gevonden met een totaal gewicht van ongeveer 920 kg.
- Brahin, Gomel Regio, Wit-Rusland, bekend sinds 1810. Meerdere massa's werden gevonden in een maaiveld met en totaal gewicht van 820 kg. Een extra massa van 227 kg werd in 2002 gevonden op een diepte van 3,5 meter
- Esquel, Chubut, Argentinië. Een grote massa van 755 kg was gevonden in de grond voor 1951.